# Swietica (rejon kiczmiengsko-gorodiecki)
Swietica (ros. Светица) – wieś (sieło) w Rosji, w rejonie kiczmiengsko-gorodieckim obwodu wołogodzkiego. W 2010 r. liczyła 36 mieszkańców.